# Glavni podčastnik
Glavni podčastnik (angl. Command Sergeant Major, Sergeant Major of the Army, Command Senior Enlisted Leader of the Armed Forces) je vodja Podčastniškega zbora (angl. NCO Corps) in je glavni svetovalec poveljnika ali načelnika generalštaba oz. obramnega štaba za zadeve vojakov in podčastnikov. 
Glavni podčastniki delujejo v nacionalnih strukturah v okviru vodstva enot na taktični (od ravni bataljona in višje), operativni in strateški ravni ter v okviru Natove poveljniške strukture (NCS) in Natove strukture sil (NFS), kot primarne in stalne vodstvene dolžnosti.
Glavni podčastniki so po činu in položaju najvišji podčastniki v svoji enoti oziroma poveljstvu. Njihovo osnovno poslanstvo je, da v duhu in skladno z zahtevami poveljnika oz. načelnika učinkovito vodijo oziroma usmerjajo delovanje podčastniškega zbora. V skladu z usmeritvami pripravljajo, predlagajo in vzpodbujajo uveljavljanje pravil vojaškega vedenja in standarde usposabljanja ter urjenja, urejenosti, spoštovanja discipline, kodeksa vojaške etike, ukazov ter ostalih predpisov. Glavni podčastniki so tako najbolj izkušeni visoki podčastniki v strukturi podčastniških činov v sodobnih oboroženih silah (OS). V veliki meri uporabljajo napredno voditeljstvo ter bogate izkušnje za uspešno načrtovanje in menedžment ter izpolnjevanje skupnega poslanstva. Svetujejo štabnim elementom, dajejo navodila podrejenim in jim nudijo mentorstvo ter usklajujejo in nadzorujejo usposabljanje. Spremljajo učinkovitost enot in ohranjajo standarde. Poleg tega spremljajo moralo enot in celostno skrb za pripadnike ter skrbijo za poklicni razvoj podčastnikov in ohranjanje standardov. Služijo kot vzor vsem podčastnikom in nižjim častnikom ter so svetovalci v okviru višjih poveljstev. Glavni podčastniki prenašajo usmeritve, praviloma ustno, preko vodstvenih podčastnikov v podčastniški podporni liniji (angl. NCO Support Channel).
Podčastniška podporna linija izvaja uveljavljene politike, direktive in ukaze, standardizira delovanje, izvaja in zagotavlja usmeritve glede usposabljanja in izobraževanja ter skrbi za profesionalni razvoj, vedenje in ravnanje pripadnikov sil (vojakov in podčastnikov). Poleg tega mora podčastniška podporna linija razumeti namero poveljnika, da lahko preko svojega kanala vsem pripadnikom izdaja učinkovita navodila za izvedbo. 
Po NATO-vi definiciji so glavni podčastniki (Command Senior Enlisted Leader / CSEL) ključni visoki podčastniki na vrhu piramide podčastniških činov, ki služijo kot višji svetovalci poveljnikom in vodjem štabnih elementov. Poveljnikom/načelnikom dajejo priporočila glede vseh zadev v zvezi z vojaki in podčastniki. Skrbijo za ravnanje v skladu s politikami, izpolnjevanje standardov in delovne učinkovitosti, izvajanje učinkovitega usposabljanja in vzdrževanje discipline v organizaciji. Nadzorujejo poklicni razvoj vseh podčastnikov. Delujejo na najvišjem nivoju in zagotavljajo nadzor na taktični, operativni in strateški ravni ter podpirajo namero poveljnika/načelnika. Ta položaj ne sme biti podvojen z drugo funkcijo, saj bi to lahko ogrozilo integriteto koncepta poveljniškega tima (angl. Command Team).
Poveljniški tim, kot ga razumejo v sodobnih OS in Natu, je strokovno in na zvestobi temelječe partnerstvo med poveljnikom/načelnikom in glavnim podčastnikom (CSEL/SEL) na vseh ravneh poveljevanja. Poveljniški timi so del strukture poveljevanja in kontrole od taktične ravni do ravni strateškega poveljstva. Medtem ko ima poveljnik/načelnik uradno pristojnost nad enoto/poveljtvom, glavni podčastnik podpira namero ter prednostne in dodeljene naloge poveljnika/načelnika na podlagi poveljnikovega pooblastila. Glavni podčastnik je ob poveljniku/načelniku in skrbi za jasnost poslanstva za vse pripadnike enote ter poveljniku/načelniku zagotavlja neposredne povratne informacije sil o vseh nalogah. Krepitev koncepta poveljniškega tima na vseh ravneh v okviru nacionalnih in Natovih vodstvenih nivojih je izredno pomemben za izkazovanje enotnosti in določenosti odnosa med častnikom in podčastnikom. To omogoča kritično razmišljanje in nepristransko komunikacijo, kar zagotavlja podčastniški pogled v procesih odločanja in izvajanje neposredne komunikacije navzdol, navzgor in preko celotnega spektra poveljevanja in kontrole.
V Slovenski vojski so bile dolžnosti glavnih podčastnikov uvedene že kmalu po prehodu na poklicno sestavo in polnopravnem članstvu v zvezi NATO. Skladno z veljavno strukturo in formacijami Slovesnke vojske, glavni podčastniki (skladno z opisom del in nalog) uspešno opravljajo svoje dolžnosti v vseh enotah in na vseh ravneh (taktični, operativni in strateški). Najvišji glavni podčastnik je glavni podčastnik Slovenske vojske, ki deluje v okviru vodstva Generalštaba Slovenske vojske.

## Glavni podčastniki v Slovenski vojski
- Prvi glavni podčastnik Slovenske vojske je bil višji štabni praporščak Igor Tomašič, ki je to dolžnost opravljal od leta 2009 do leta 2018. Trenutni glavni podčastnik Slovenske vojske je višji štabni praporščak Robert Rotar.
- Prvi glavni podčastnik Sil SV je bil štabni praporščak Janez Šmid, ki je to dolžnost opravljal od leta 2006 do leta 2012. Trenutni glavni podčastnik Sil SV je štabni praporščak Tomaž Muhič.
- Prvi glavni podčastnik Poveljstva za doktrino, razvoj, izobraževanje in usposabljanje (PDRIU) je bil štabni praporščak Igor Skopec, ki je to dolžnost opravljal od leta 2008 do leta 2012. Trenutni glavni podčastnik Centra vojaških šol (CVŠ) je višji štabni praporščak Avguštin Burg.
- Prvi glavni podčastnik 1. BR SV je bil višji praporščak Tomaž Mihelič. Trenutni glavni podčastnik 1. BR je višji praporščak Andrej Draksler.
- Prvi glavni podčastnik 72. BR SV je bil štabni praporščak Marjan Horvat. Trenutni glavni podčastnik 72. BR je višji praporščak Danilo Drevenšek.
- Prvi glavni podčastnik LOGBR SV (PP) je bil višji praporščak Igor Svečak.Trenutni glavni podčastnik LOGBR je štabni praporščak Matjaž Ostrež.
- Prvi glavni podčastnik 430. MOD je bil praporščak Dušan Ivančič. Trenutni glavni podčastnik 430. MOD je višji praporščak Robet Božič.
- Prvi glavni podčastnik 9. BRZOL je bil praporščak Vladimir Jarabek. Trenutni glavni podčastnik 15. BVLPZO je višji praporščak Boštjan Bervar.
- Prvi glavni podčastnik ESD je bil višji praporščak Branko Čož.. Trenutni glavni podčastnik ESD je višji praporščak Peter Adamič.
- Trenutni glavni podčastnik Poveljstva prostorskih sil je višji praporščak Anton Kerin,
- Trenutni glavni podčastnik Centra za združeno usposabljanje je višji praporščak Štefan Voros.
- Trenutni glavni podčastnik Šole za podčastnike je višji praporščak Robert Bratuša.
- Trenutni glavni podčastnik Višje strokovne šole SV je višji praporščak Aleksander Varga.